# Piano bisettore
In geometria descrittiva, il piano bisettore di un angolo diedro è il piano che divide il diedro in due diedri uguali. In altri termini, è il luogo dei punti equidistanti dai due semipiani che definiscono il diedro. Su ogni piano perpendicolare allo spigolo del diedro, le sezioni del diedro e del suo piano bisettore sono un angolo e la sua bisettrice.

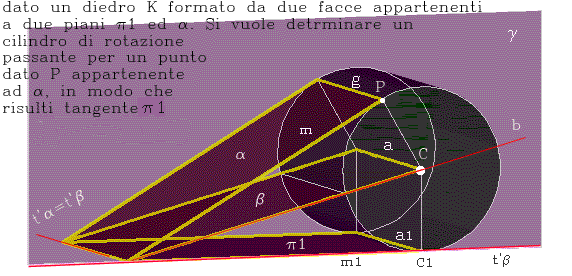
Un cilindro tangente ai due semipiani di un diedro

Nelle proiezioni ortogonali (con il metodo di Monge) i punti aventi quota e aggetto uguali giacciono sul piano bisettore di due dei quattro diedri definiti dai piani principali di proiezione.
L'asse di un cilindro circolare (o di un cono) tangente ai due semipiani di un angolo diedro giace sul piano bisettore dell'angolo diedro stesso. Questa proprietà viene utilizzata in geometria descrittiva per rappresentare dei raccordi tangenziali tra i due semipiani tramite una superficie conica.